# Marie-Laurence
Marie-Laurence (Marie-Laurence Anna Hantson) est une actrice française, née le 25 février 1915 à Lille dans le département du Nord et morte le 26 janvier 2001 à Champcueil dans le département de l'Essonne.
Elle a figuré surtout comme second rôle. De 1945 à 1970 elle est au générique sous le nom de Marie Laurence, de 1977 à 2000 sous Marie-Laurence et pour un seul film en 1991 sous Marie-Laurence Hantson.

## Filmographie

### Cinéma
- 1945 : Christine se marie de René Le Hénaff
- 1948 : Le Secret de Mayerling de Jean Delannoy
- 1951 : Les Amants maudits de Willy Rozier
- 1956 : Les Assassins du dimanche d'Alex Joffé
- 1958 : Bal de nuit de Maurice Cloche
- 1964 : Comment épouser un premier ministre de Michel Boisrond
- 1970 : Brigade Anti-Sex de Henri Xhonneux sous le pseudonyme de Joseph W. Rental
- 1977 : Un oursin dans la poche de Pascal Thomas
- 1978 : La Clé sur la porte d'Yves Boisset
- 1980 : La Boum de Claude Pinoteau
- 1982 : La Boum 2 de Claude Pinoteau
- 1989 : Perdues dans New York de Jean Rollin
- 1990 : L'Opération Corned-Beef de Jean-Marie Poiré
- 1991 : L'Amour nécessaire de Fabio Carpi
- 1991 : Le Zèbre de Jean Poiret
- 1994 : Élisa de Jean Becker
- 1995 : Les Deux Orphelines vampires de Jean Rollin
- 1995 : Jefferson à Paris de James Ivory
- 1997 : Le Pari de Didier Bourdon et Bernard Campan : madame de Luynes
- 1998 : Paparazzi d'Alain Berberian
- 2000 : Épouse-moi d'Harriet Marin
- 2002 : La Fiancée de Dracula de Jean Rollin : la mère supérieure de Paris

### Télévision
- 1972 : Les Cinq Dernières Minutes (épisode Le diable l'emporte) de Claude Loursais